# Gilda Cian
Gilda Cian, coniugata Garino Canina, con pseudonimo Gentucca (Torino, 17 agosto 1894 – Torino, 20 novembre 1968), è stata una poetessa e scrittrice italiana.

## Biografia
Ermenegilda Cian, detta Gilda, fu la figlia di Vittorio Cian, professore di letteratura italiana nell'Università di Torino, e di Maria Sappa, di famiglia nobile e vedova dell'industriale Luigi Flandinet. L'8 aprile 1915 sposò l'economista Attilio Garino Canina (Asti, 1881 – Torino, 1964), allievo di Luigi Einaudi, che sarà professore di scienza delle finanze all'Università di Pisa. La coppia ebbe due figli. 
Con lo pseudonimo di Gentucca, sempre utilizzato nelle sue opere, Gilda esordì nel 1926 con la raccolta di poesie Il giardino, avvalendosi di una positiva prefazione di Ada Negri. Nello stesso anno vinse un concorso di poesia indetto dalla Mondadori per giovani poeti e la vittoria le diede il diritto di figurare nel volume Poeti Novecento. Nel 1929 pubblicò un secondo volume di liriche, Contemplazioni.
Nel successivo ventennio usciranno altri dieci volumi, i primi sei di poesie, seguiti, dopo il romanzo Il volto che riaffiora, ispirato ai temi propri del Fogazzaro, da romanzi dedicati all'infanzia, conclusi nel 1950 da Una fiaba d'inverno e una fiaba di primavera, illustrato da Fanny Giuntoli. 
« Estranea alle inquietudini del suo tempo » come poeta, anche nei suoi racconti per l'infanzia Gilda Cian « non appare in sintonia con la generazione a cui si rivolge e riflette la sua esperienza personale, sostanzialmente estranea alla tragedia delle guerre mondiali e al trauma del crollo del fascismo, che pure aveva abbracciato con convinzione ».

## Opere
- Il giardino, Palermo, Sandron, 1926
- Contemplazioni, Palermo, Sandron, 1929; II edizioni riveduta con aggiunte, Palermo, Sandron, 1930
- L'anima e le cose, Firenze, Nemi, 1931
- Canti piccini pei piccini, Torino, Montes, 1932
- Sinfonie di luce, Torino, Montes, 1933
- La fontana incantata, Firenze, Le Monnier, 1934
- La voce di Millie, Milano, La Prora, 1935
- Il volto che riaffiora, Modena, Guanda, 1940
- Il misterioso fiore, Torino, Paravia, 1944
- I giorni e i sogni di Ninuccia, Torino, Paravia, 1948
- Le gesta meravigliose di Rama, Torino, Paravia, 1949
- Una fiaba d'inverno e una fiaba di primavera, Torino, Paravia, 1950